# Duotincta
Der Verlag duotincta ist ein unabhängiger Literaturverlag mit Sitz in Berlin.

## Geschichte
Der Verlag wurde 2014 von Jürgen Volk, Ansgar Köb und Michael Wallmeyer gegründet. Der Name verweist auf die beiden Tintenarten, die der Verlag bedient: „einmal die E-ink auf dem E-Book-Reader und zum anderen die Druckerschwärze bei den Printausgaben.“ Der Verlag veröffentlicht ausschließlich Belletristik, und zwar „Gegenwartsliteratur mit Anspruch, (…) das Ungewöhnliche, (…) Autoren, die den Finger in die Wunde legen, und das dann auf hohem sprachlichem Niveau tun.“
Die duotincta sieht sich nicht nur als Verlag, sondern auch als Plattform und Gemeinschaft. In dem Zusammenhang organisiert sie zum Beispiel die Lesereihe „Die #4Lesezeiten“, bei der zum Jahreszeitenwechsel Autoren des Verlags duotincta sowie Gastautoren auftreten, um neueste deutsche Literatur der Gegenwart zu präsentieren. Diese Veranstaltung fand von 2016 bis 2018 im „Klub der Republik“ und anschließend im Berliner „Periplaneta Literaturcafé“ statt. Seit dem Ausbruch der Coronapandemie 2020 wird die Lesereihe online veranstaltet.
Wiederkehrende Veranstaltungen sind die seit 2016 stattfindende Indie-Nacht im Beyerhaus, welche die duotincta während der Leipziger Buchmesse mit wechselnden Gastverlagen durchführt, die alljährliche Dezemberlesung im „Café Weidinger“ in Wien und die monatlichen Lesungen in der „Alten Büdnerei“ in Kühlungsborn.
Verleger Jürgen Volk initiierte 2017 den Deutschen Buchtrailer Award, der mit der Unterstützung des Landesverbands Berlin-Brandenburg des Börsenvereins, Literaturtest und future!publish ins Leben gerufen wurde. Seit 2018 wird der Preis jährlich von future!publish, dem Verlag duotincta und dem Landesverband Berlin-Brandenburg des Börsenvereins des Deutschen Buchhandels auf dem Buchbranche-Kongress future!publish verliehen.

## Autoren
- Daniel Breuer
- Holger Dauer
- Wolfgang Eicher
- Lutz Flörke
- Dominik Forster
- Katharina Gerwens
- Sven Heuchert
- Moritz Hildt
- Michael Kanofsky
- Bernd Lüttgerding
- Kai Maruhn
- David Misch
- Birgit Rabisch
- Frank O. Rudkoffsky
- Georg Schaar
- Stefanie Schleemilch
- Miri Watson
- Kathrin Wildenberger